# 戴歐尼修斯譚

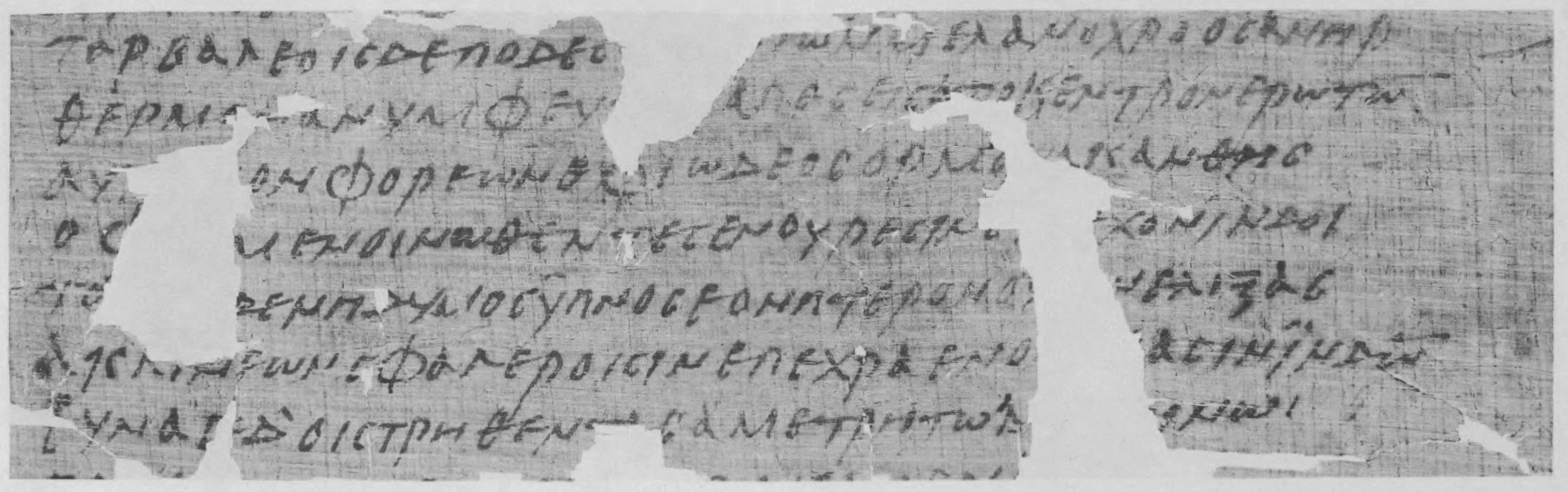
莎草纸上的部分內容

『戴歐尼修斯譚』（Dionysiaca）是5世紀的希臘詩人・農諾斯（Nonnos）所作，敘述戴歐尼修斯生涯的長編史詩。全48巻。

## 概要
內容描述希臘神話的酒神・戴歐尼修斯的印度遠征和獲得勝利返回天界，是希臘神話研究、宗教研究的重要資料。

## 外部連結
- Online text: Nonnus, Dionysiaca bks 1-14 translated by W. H. D. Rouse （页面存档备份，存于）